# Grb Občine Škofja Loka
Grb Občine Škofja Loka je določen v Odloku o grbu, zastavi, prazniku in pečatu Občine Škofja Loka, objavljenem v UL RS, 23/97. Grb je upodobljen na ščitu z naslednjo vsebino: v zelenem polju stoji na črni podlagi zlati grad z glavnim stolpom in dvema stranskima. Stolpi imajo stožčasto streho. V sredini obzidja so vhodna vrata, znotraj katerih je narisana črna črnska glava z zlatim uhanom ter krono, ustnicami in ovratnikom, ki so rdeče barve.